# Emil Marshall
Carl Emil Marshall (* 20. April 2000 in Baltimore, Maryland, USA) ist ein deutscher Basketballspieler.

## Laufbahn
Marshall wurde in Baltimore geboren. Sein Vater ist Deutscher, seine Mutter ist US-Amerikanerin. Er wuchs in Lübeck auf und begann als Siebenjähriger mit dem Basketball. Er spielte in der Jugend der Lübecker Turnerschaft. Bis 2013 war er auch noch Judoka.
2014 spielte er für die Piraten Hamburg in der JBBL. 2015 verbrachte er ein Auslandsjahr in Seattle und spielte Basketball an der Shorewood High School.
Von 2016 bis 2019 spielte er für die Piraten Hamburg in der NBBL, 2017 zog er nach Hamburg und wurde in den ProB-Kader des SC Rist Wedel aufgenommen.
Zur Saison 2018/19 wurde Marshall zusätzlich ins ProA-Aufgebot der Hamburg Towers aufgenommen, wurde aber von Rückenbeschwerden gebremst und kam in der Aufstiegssaison nicht zum Einsatz. Er spielte weiterhin bei Rist Wedel.
Im Sommer 2020 verließ er Norddeutschland und schloss sich dem Zweitligisten PS Karlsruhe an. Im Sommer 2021 trat Marshall für die deutsche U21-Nationalmannschaft in der Basketball-Spielart 3-gegen-3 an. Marshall blieb zwei Jahre in Karlsruhe, zur Saison 2022/23 schloss er sich dem Drittligisten Itzehoe Eagles an und war mit 16,4 Punkten je Begegnung innerhalb der Mannschaft zweitbester Korbschütze des Spieljahres.
Zur Spielzeit 2023/24 kehrte Marshall durch seinen Wechsel zu den SG ART Giants Düsseldorf in die zweithöchste deutsche Spielklasse zurück.